# الترشيح القطري لكأس العالم 2022
كان الترشيح القطري بمثابة محاولة من قطر لاستضافة كأس العالم 2022. يبلغ عدد سكان قطر 3 مليون نسمة، وهي أول دولة عربية تستضيف كأس العالم. وكان الشيخ محمد بن حمد آل ثاني نجل حمد بن خليفة آل ثاني أمير قطر آنذاك رئيس لجنة الترشيح.
روَّجت قطر لاستضافتها للبطولة على أنها تمثل الوطن العربي، وحظيت بدعم من جميع الدول الأعضاء في جامعة الدول العربية. كما قاموا بوضع محاولتهم على أنها فرصة لسد الفجوة بين العالم العربي والغرب. في 17 نوفمبر 2010، استضافت قطر مباراة ودية بين البرازيل والأرجنتين. كانت هذه واحدة من 47 مباراة دولية أقيمت في جميع أنحاء العالم في هذا اليوم.
وأيد رئيس الفيفا جوزيف بلاتر فكرة إقامة كأس العالم في الوطن العربي، قائلًا في أبريل 2010: «الوطن العربي يستحق استضافة كأس العالم. لديهم 22 دولة ولم تتح لهم أي فرصة لتنظيم البطولة». كما أشاد بلاتر بالتقدم الذي أحرزته قطر: «عندما كنتُ في قطر أوَّل مرة، كان هناك 400 ألف شخص هنا والآن هناك 1.6 مليون. من حيث البنية التحتية، عندما تكون قادرًا على تنظيم دورة الألعاب الآسيوية بأكثر من 30 حدثًا للرجال. والنساء، فهذا ليس موضع تساؤل». في 2 ديسمبر 2010، أُعلن أن قطر ستستضيف كأس العالم 2022.

## الميزانية
حسب بعض التقديرات، فإنَّ استضافة كأس العالم قطر كلَّفت حوالي 184 مليار جنيه إسترليني (220 مليار دولار أمريكي). هذا هو حوالي 60 ضعف الميزانية التي أنفقتها جنوب إفريقيا على كأس العالم 2010. أخبر نيكولا ريتر، المُحلّل القانوني والمالي الألماني، قمة المستثمرين التي عقدت في ميونخ أنَّه سيتم إنفاق 107 مليار جنيه إسترليني على الملاعب والمرافق بالإضافة إلى 31 مليار جنيه إسترليني أخرى على البنية التحتية ووسائل النقل. قال ريتر إنه سيتم إنفاق 30 مليار جنيه إسترليني على بناء ملاعب مكيفة بقيمة 48 مليار جنيه إسترليني على مرافق التدريب والإقامة للاعبين والمشجعين. سيتم إنفاق 28 مليار جنيه إسترليني أخرى على إنشاء مدينة جديدة تسمى لوسيل ستحيط بالاستاد الذي سيستضيف المباراتين الافتتاحية والنهائية للبطولة.
وفقًا لتقرير صدر في أبريل 2013 من قبل ميريل لينش؛ قسم الخدمات المصرفية الاستثمارية في بنك أمريكا، طلب المنظمون في قطر من الاتحاد الدولي لكرة القدم الموافقة على عدد أقل من الملاعب بسبب التكاليف المتزايدة. قال موقع بلومبيرغ إل بي أن قطر ترغب في خفض عدد الأماكن إلى 8 أو 9 من 12 كان مخططًا لها في الأصل. تقرير صدر في 9 ديسمبر 2010 نقل عن رئيس الفيفا جوزيف بلاتر قوله إن جيران قطر يمكنهم استضافة بعض المباريات خلال كأس العالم. ومع ذلك، لم يتم تحديد أي دولة في التقرير. وأضاف بلاتر أن أي قرار من هذا القبيل يجب أن تتخذه قطر أولا ثم تصدق عليه اللجنة التنفيذية للفيفا. صرح الأمير علي بن الحسين من الأردن لوكالة أسوشيتيد برس الأسترالية أن إقامة مباريات في البحرين والإمارات العربية المتحدة وربما المملكة العربية السعودية ستساعد على دمج شعوب المنطقة خلال البطولة.

## الملاعب
كُشِف عن الملاعب الخمسة الأولى المقترحة في بداية مارس 2010. وتعتزم الدولة أن تعكس الملاعب الجوانب التاريخية والثقافية لدولة قطر، ولتتوافق التصاميم مع الاختصاصات التالية: الإرث، الراحة، إمكانية الوصول والاستدامة. سيتم تجهيز الملاعب بأنظمة تبريد تهدف إلى خفض درجات الحرارة الداخلية بما يصل إلى 20 درجة مئوية (36 درجة فهرنهايت)، لكن لم يُعرف بعد ما إذا كان هذا سيعمل بالفعل في الملاعب المفتوحة. تطمح قطر لأن تكون متوافقة ومصادقة من قبل النظام العالمي لتقييم الاستدامة لجميع ملاعب كأس العالم. تم تصميم جميع مشاريع الملاعب الخمسة التي تم إطلاقها من قبل المهندس المعماري الألماني ألبرت شبير وشركاه. سيكون استاد البيت هو الملعب الداخلي الوحيد من بين الملاعب الثمانية المستخدمة.
صدر تقرير في 9 ديسمبر 2010 نقل عن رئيس الفيفا جوزيف بلاتر قوله إن الدول الأخرى يمكن أن تستضيف بعض المباريات خلال كأس العالم. ومع ذلك، لم يتم تحديد أي دولة في التقرير. وأضاف بلاتر أن أي قرار من هذا القبيل يجب أن تتخذه قطر أولا ثم يصادق عليه مجلس الفيفا. صرح الأمير علي بن الحسين من الأردن لوكالة أسوشيتيد برس الأسترالية أن إقامة مباريات في البحرين والإمارات العربية المتحدة وربما المملكة العربية السعودية ستساعد على دمج شعوب المنطقة خلال البطولة. وفقًا لتقرير صدر في أبريل 2013 عن ميريل لينش، قسم الخدمات المصرفية الاستثمارية في بنك أمريكا، طلب المنظمون في قطر من الفيفا الموافقة على عدد أقل من الملاعب بسبب التكاليف المتزايدة. قال موقع بلومبيرغ إل بي إن قطر ترغب في خفض عدد الأماكن إلى ثمانية أو تسعة من الإثني عشر التي كان مخططا لها في الأصل.
على الرغم من أنه اعتبارًا من أبريل 2017، لم يكن الفيفا قد انتهى من عدد الملاعب التي يجب أن تكون جاهزة لها في غضون خمس سنوات، إلا أن اللجنة العليا القطرية للمشاريع والإرث قالت إنها تتوقع أن يكون هناك ثمانية ملاعب في الدوحة وبالقرب منها (باستثناء الخور). في يناير 2019، قال جياني إنفانتينو إن الفيفا يدرس إمكانية استضافة الدول المجاورة لمباريات خلال البطولة، من أجل تقليل التوترات السياسية. استاد 974، المعروف سابقًا باسم رأس أبو عبود، هو سابع ملعب لكأس العالم 2022، أخذ اسمه من عدد حاويات الشحن المستخدمة في بنائه. وسيستضيف الملعب سبع مباريات خلال البطولة.
| لوسيل         | الخور                   | الدوحة           | الدوحة             |
| ------------- | ----------------------- | ---------------- | ------------------ |
| ملعب لوسيل    | استاد البيت             | استاد 974        | استاد الثمامة      |
| السعة: 80,000 | السعة: 60,000           | السعة: 40,000    | السعة: 40,000      |
| الوكرة        | الريان                  | الريان           | الريان             |
| استاد الجنوب  | استاد المدينة التعليمية | ملعب أحمد بن علي | استاد خليفة الدولي |
| السعة: 40,000 | السعة: 45,350           | السعة: 44,740    | السعة: 40,000      |

## الخلافات
وقد أعرب العديد وسائل الإعلام عن قلقهم بشأن مدى ملائمة قطر لاستضافة الحدث، فيما يتعلق بتفسيرات حقوق الإنسان، لا سيما ظروف العمال وحقوق المشجعين الذين ينتمون لمجتمع الميم، بسبب عدم شرعية المثلية الجنسية في قطر. في ديسمبر 2020، سمحت قطر بحمل أعلام قوس قزح في مونديال 2022. قال حسن عبد الله الذوادي، الرئيس التنفيذي لاستضافة قطر لكأس العالم 2022، إن قطر ستسمح باستهلاك المشروبات الكحولية خلال الحدث، على الرغم من أن استهلاكها في الأماكن العامة غير مسموح به، لأن النظام القانوني في البلاد قائم على الشريعة الإسلامية.
اختيار قطر كدولة مضيفة كان مثيرا للجدل. اتُهم مسؤولو الاتحاد الدولي لكرة القدم بالفساد والسماح لقطر بشراء حق استضافة كأس العالم، وشككت مجموعات حقوق الإنسان في معاملة عمال البناء، كما تم انتقاد التكاليف الباهظة اللازمة لجعل الخطط حقيقة واقعة. دفعت الظروف المناخية البعض إلى اعتبار استضافة البطولة في قطر غير مجدية، مع وجود خطط أولية للملاعب المكيفة تفسح المجال لتبديل موعد محتمل من الصيف إلى الشتاء. في مايو 2014، أشار جوزيف بلاتر، الذي كان رئيسًا للفيفا في وقت الاختيار ولكن تم حظره لاحقًا بسبب مدفوعات غير قانونية، إلى أن منح كأس العالم لقطر كان خطأ بسبب الحرارة الشديدة. ومع ذلك، قال بلاتر أثناء مخاطبته مندوبين من الاتحادات الإفريقية والآسيوية، إن مزاعم الفساد وبعض الانتقادات، بما في ذلك تلك التي وجهها الرعاة، مرتبطة إلى حد كبير بالعنصرية والتمييز.

### حرارة الطقس
بسبب المناخ السائد في قطر، تم الإعراب عن مخاوف بشأن إقامة كأس العالم في إطارها الزمني التقليدي في يونيو ويوليو. في أكتوبر 2013، تم تكليف فريق عمل للنظر في تواريخ بديلة وتقديم تقرير بعد كأس العالم 2014 في البرازيل. في 24 فبراير 2015، اقترح فريق عمل الاتحاد الدولي لكرة القدم أن تُلعب البطولة من أواخر نوفمبر إلى أواخر ديسمبر 2022، لتجنب حرارة الصيف بين مايو وسبتمبر وأيضًا تجنب التضارب مع الألعاب الأولمبية الشتوية 2022 والألعاب البارالمبية الشتوية 2022 المقامتان في بكين، الصين.
إن فكرة تنظيم البطولة في نوفمبر مثيرة للجدل لأنها ستتداخل مع جداول المواسم العادية لبعض البطولات المحلية في جميع أنحاء العالم. لاحظ المعلقون أن الاشتباك مع موسم عيد الميلاد من المحتمل أن يتسبب في اضطراب، في حين أن هناك مخاوف بشأن مدى قصر البطولة. قال عضو مجلس الفيفا ثيو زوانزيغر، إن منح كأس العالم 2022 لدولة صحراوية خطأ صارخ. قال فرانك لوي، رئيس اتحاد أستراليا لكرة القدم، إنه إذا تم نقل كأس العالم 2022 إلى نوفمبر سيحصل خلل في جدول الدوري الأسترالي، فسوف نطلب تعويضات من الفيفا. صرح ريتشارد سكودامور، الرئيس التنفيذي للدوري الإنجليزي الممتاز، بأنهم سينظرون في اتخاذ إجراء قانوني ضد الاتحاد الدولي لكرة القدم لأن هذه الخطوة ستتعارض مع برنامج مباريات عيد الميلاد ورأس السنة الشهيرة في الدوري الإنجليزي الممتاز. في 19 مارس 2015، أكدت مصادر الفيفا أن المباراة النهائية ستقام في 18 ديسمبر 2022.

### شراء الأصوات
واجهت قطر ضغوطا متزايدة بشأن استضافتها لكأس العالم فيما يتعلق بدور مسؤول كرة القدم السابق محمد بن همام في تأمين الاستضافة. زعم موظف سابق في فريق ملف تنظيم قطر أن عدد المسؤولين الأفارقة حصلوا على 1.5 مليون دولار أمريكي من قطر، ومع ذلك تراجع عن ادعاءاته، لكنه قال لاحقًا إن مسؤولي الترشيح القطريين أجبروه على القيام بذلك. في مارس 2014، تم اكتشاف أن جاك وارنر، رئيس الكونكاكاف السابق وعائلته أنهم حصلوا على ما يقرب من مليوني دولار من شركة مرتبطة بحملة قطر الناجحة. يحقق مكتب التحقيقات الفيدرالي مع جاك وارنر وصلاته المزعومة بالترشيح القطري.
خمسة من رعاة الاتحاد الدولي لكرة القدم الستة الأساسيين، سوني، أديداس، فيزا، هيونداي وكوكا كولا، طالبوا الفيفا بالتحقيق في الادعاءات. نشرت صحيفة الصنداي تايمز مزاعم رشوة تستند إلى تسرب ملايين الوثائق السرية. أعلن جيم بويس نائب رئيس الفيفا، أنه سيؤيد إعادة التصويت للعثور على مضيف جديد إذا ثبتت مزاعم الفساد. أكمل الفيفا تحقيقًا مطولًا في هذه المزاعم، وبرأ تقرير قطر من ارتكاب أي مخالفات. وعلى الرغم من المزاعم، يصر القطريون على أن مزاعم الفساد مدفوعة بالحسد وانعدام الثقة بينما قال جوزيف بلاتر إن العنصرية في وسائل الإعلام البريطانية تغذيها.
في قضية فساد الفيفا 2015، قام مسؤولون سويسريون، يعملون بموجب معلومات من وزارة العدل الأمريكية، باعتقال العديد من كبار مسؤولي الاتحاد الدولي لكرة القدم في زيورخ، سويسرا. كما صادروا السجلات المادية والإلكترونية من المقر الرئيسي للفيفا. استمرت الاعتقالات في الولايات المتحدة، حيث تم اعتقال العديد من مسؤولي الفيفا ومداهمة مباني الفيفا. تمت الاعتقالات بناء على معلومات حول فضيحة فساد ورشوة بقيمة 150 مليون دولار أمريكي على الأقل. في 7 يونيو 2015، ادعى فيدرا الماجد المسؤول الإعلامي السابق لفريق ملف ترشيح قطر، أن المزاعم ستؤدي إلى عدم استضافة قطر لكأس العالم. في مقابلة نُشرت في نفس اليوم، صرح دومينيكو سكالا، رئيس لجنة التدقيق والامتثال في الفيفا، أنه «إذا كان هناك دليل على أن الجوائز الممنوحة لقطر وروسيا جاءت فقط بسبب شراء الأصوات، فيمكن إلغاء الجوائز».

### قطر وكرة القدم
في وقت حصولها على حق استضافة البطولة في عام 2010، كان منتخب قطر يحتل المرتبة 113 في تصنيف فيفا العالمي، ولم يتأهل لكأس العالم من قبل. كانت أبعد نقطة حققها الفريق على الإطلاق في نهائيات كأس آسيا هي بلوغ ربع النهائي عام 2000. وكان أكثر الجوائز المرموقة التي حققها الفريق هو كأس الخليج العربي مرتين. منذ حصولهم على حق استضافة البطولة، فازوا بكأس الخليج العربي للمرة الثالثة في عام 2014 وكأس آسيا 2019. ستكون قطر أصغر دولة تستضيف كأس العالم، واعتبارًا من عام 2010، كان عدد سكانها أقل من مليون شخص. دفعت هذه الحقائق البعض إلى التشكيك في قوة ثقافة كرة القدم في قطر وما إذا كان ذلك يجعلها مضيفة غير مناسبة لكأس العالم.
كما اشتهر الاتحاد القطري لكرة القدم بتجنيس لاعبين من دول أجنبية لفريقه، ومن الأمثلة على ذلك سباستيان سوريا، لويز مارتن جونيور وإيمرسون شيخ. حاول الاتحاد القطري لكرة القدم في السابق تقديم حوافز للاعبين غير المختارين من دول أخرى لتغيير ولائهم لقطر. وكان من بين هؤلاء الثلاثي البرازيلي أيلتون غونسالفيس دا سيلفا وليوناردو دي ديوس سانتوس ولياندرو لمساعدة منتخب قطر في التأهل لكأس العالم 2006. أوقف الاتحاد الدولي لكرة القدم التحركات ونتيجة لذلك، شدد شروط الأهلية للمنتخبات الوطنية.

### المشروبات الكحولية
يمكن تناول المشروبات الكحولية بشكل قانوني في حانات الفنادق والنوادي الليلية من خلال إبراز جواز سفر للإبلاغ وتصريح خاص لحضور النوادي. وقال حسن عبد الله الثويد، الرئيس التنفيذي لاستضافة قطر كأس العالم 2022، إن السؤال عما إذا كان مسموحًا بتناول الكحول في مناطق إضافية وفي المباريات نفسها، قال إن الدولة الإسلامية ستسمح أيضًا باستهلاك الكحول خلال كأس العالم. سيتم إنشاء عدد قليل من مناطق المعجبين المحددة خلال الحدث، والتي ستوفر المشروبات الكحولية للبيع. كما يتم الآن تطوير بعض الحانات لجميع السياح القادمين لدعم منتخباتهم في كأس العالم.